# Ramo de Petrópolis
O Ramo de Petrópolis é formado pelos descendentes de Pedro de Alcântara de Orléans e Bragança, primeiro filho da Princesa Isabel. No entanto, com a renúncia de Pedro de Alcântara ao pretenso trono imperial do Brasil para que pudesse se casar com a condessa Elisabeth de Dobrzenicz, ele abdicou de seus direitos, que passaram para seu irmão, Luís Maria Filipe, que deu origem ao chamado Ramo de Vassouras.

## Questão dinástica
Posteriormente, o varão de Pedro de Alcântara, Pedro Gastão, procurou reaver a chefia da Casa Imperial Brasileira. Durante o período do plebiscito brasileiro de 1993, no qual um referendo popular buscava aferir qual forma e sistema de governo a população brasileira preferiria, alguns membros do Ramo de Petrópolis reacenderam o tema dinástico.
Os membros do Ramo de Petrópolis mantêm o controle administrativo da Companhia Imobiliária de Petrópolis, empresa familiar que administra diversos imóveis herdados, para além de outros. Também, até recentemente, os varões primogênitos desse Ramo detinham a pena dourada com a qual D. Isabel do Brasil assinou a Lei Áurea, antes de ser vendida ao Museu Imperial de Petrópolis, em 2006, por Pedro Carlos de Orléans e Bragança. Entre os descendentes diretos de Pedro de Alcântara, Maria Francisca de Orléans e Bragança é mãe do atual pretendente ao trono real português, Duarte Pio de Bragança, também pretendente ao título de duque de Bragança.
No início de 2008 Pedro Carlos e Francisco, ambos filhos de Pedro Gastão, ter-se-iam declarado republicanos para um jornal espanhol. O primeiro teria alegado que caso ocorresse um eventual plebiscito para definir a forma de governo do Brasil, iria defender a república e não a monarquia. Francisco, por sua vez, afirmou que acreditava que a monarquia não daria certo no Brasil. Segundo o mesmo jornal, os demais membros do Ramo de Petrópolis também seriam republicanos.
Em entrevista ao jornal Folha de S.Paulo, em comemoração aos duzentos anos da vinda da Família Real de Portugal ao Brasil, João Henrique, mais conhecido como "Dom Joãozinho", declarou-se republicano, não distinguindo a forma de governo, entre República e Monarquia, mas equivalendo República à democracia: "Sou republicano, como as monarquias européias, que defendem ideais como imprensa livre, parlamento e democracia." O jornal Folha de S.Paulo chamou-o de "Príncipe Republicano".

## Lista de membros notórios
- Pedro de Alcântara de Orléans e Bragança
- Elisabeth Dobrzensky de Dobrzenicz
- Isabel de Orléans e Bragança
- Pedro Gastão de Orléans e Bragança
- Maria da Esperança da Espanha
- Maria Francisca de Orléans e Bragança
- João de Orléans e Bragança